# Phorbia impula
Phorbia impula är en tvåvingeart som först beskrevs av Huckett 1948.  Phorbia impula ingår i släktet Phorbia och familjen blomsterflugor.
Artens utbredningsområde är British Columbia. Inga underarter finns listade i Catalogue of Life.